# Wormaldia khourmai
Wormaldia khourmai là một loài Trichoptera trong họ Philopotamidae. Chúng phân bố ở miền Cổ bắc.